# ジャン・ジェフコート
ジャン・ジェフコート（英語: Jan Jeffcoat）はアメリカ合衆国のテレビパーソナリティであり、現在シンクレア・ブロードキャスト・グループの放送局で放映されているヘッドラインニュースサービス『ザ・ナショナル・デスク』の主任アンカーを務めている。

## キャリア
ジェフコートは、NBCの『THIS IS US/ディス・イズ・アス』、Netflixの『What If』、FOXの『911』、『Family Time』、さらにApple TVの『Truth Be Told』など、いくつかのテレビ番組に短期間出演している。また、ライフタイム・ムービー（Lifetime Movie）『My Daughter was Stolen』に女優として出演している。2019年11月、ジア・コッポラ監督と共に映画「In the Line of Duty」と「メインストリーム」に出演した。
12歳の時、故郷のサウスカロライナ州グリーンビルで地元の子供向け番組のホストを務めた。最初の記者の仕事はフロリダ州タラハシーだった。ノースカロライナ州シャーロットのWBTV及びサウスカロライナ州チャールストンのWCSC-TVでリポーター及び/またはアンカーとして働いてきた。
ジェフコートは、2004年11月から2007年6月まで、テキサス州ヒューストンのKRIVで朝のアンカーを務めた。KRIVに在籍していた間、ヒューストンで最も急速に成長している朝のニュース番組になった。
2007年6月25日にシカゴのWFLD-TVのアンカーを開始した。当初、朝の番組『Good Day Chicago（グッデイ・シカゴ）』の共同ホストを務めていた。2010年8月に、同局の正午のニュース番組の共同アンカーに昇格した。WFLD-TVの『グッデイ・シカゴ』のホストを3年間務め、2008年にイリノイAP賞の最優秀ニュース放送賞を受賞した。また、別のリポートで地元のエミー賞を2つ獲得した。
ジェフコートと3人の共同アンカーはスクリップスのシンジケート化されたエンターテインメント番組『The List（ザ・リスト）』を立ち上げた。2012年にWFLDを退職した。2013年から2018年まで、ワシントンD.C.のWUSA-TVで朝と夕方のテレビニュースアンカーを務めた。2018年からシンクレア・ブロードキャスト・グループで勤務しており、最初はワシントンD.C.内のライバル局WJLA-TVで勤務し、2020年末からはWJLA-TVスタジオから放送するシンクレアの全国ヘッドラインニュースサービス『ザ・ナショナル・デスク』でアンカーを務めている。

### 賞
ジェフコートは、かつてはテキサス州のテレビパーソナリティの中で毎日4時間のニュースを担当した唯一の人物だったと主張した。H-Texas Magazine（H-テキサス・マガジン）によって「速い軌道に乗っているヒューストンのトッププロフェッショナル」に選ばれた。ヒューストンに滞在して最初の1ヶ月間、サム・ヒューストン有料道路での衝突事故を取材した。その事故の余波に関するジェフコートの報道は、地域エミー賞へのノミネートにつながった。また、2006年と2007年にテキサス州最優秀アンカーのエミー賞に、アンカー部門で2回のAP賞にノミネートされたが、最終的には受賞しなかった。2005年と2006年、アメリカン・ウィメンズ・オブ・ラジオ・アンド・テレビジョン（American Women of Radio and Television）によるヒューストンの最優秀オンエア・パーソナリティのスター賞にノミネートされたが、やはり受賞はしなかった。また、母校の南カリフォルニア大学（USC）によって2010年の優秀な若い卒業生（Outstanding Young Alumni）にも選ばれた。

## 私生活
ジェフコートは母親が日系人であり、父親はアメリカ先住民の一部であると述べた。
2003年、タレントエージェントであり、3キングス・エンターテイメントLLC（3 Kings Entertainment, LLC）のオーナー兼最高経営責任者（CEO）であるマシュー・キングスリー（Matthew Kingsley）と結婚した。2012年3月に長女のカナ・ゼン（Kana Zen）が生まれた。2015年2月初旬、別の子供を妊娠していることを発表した。2015年5月に次女のケンジントン・セージ（Kensington Sage）が生まれた。
2008年、夫がエンターテインメント会社をカリフォルニアに移したため、ジェフコートはカリフォルニアに移住した。